# گکوی مخملی ستبر
گکوی مخملی ستبر یا گکوی ستبر (نام علمی: Nebulifera robusta) گونه‌ای از گکوهای بومی استرالیا است.